# Манастирський Іван
Манастирський Іван (нім. Manastyrski Johann Ritter von) — чиншовий шляхтич із с. Куйданова (нині — село Киданів Бучацького району Тернопільської області, Україна). 
Посол Галицького сейму 2-го скликання (1867—1869 роки; був обраний в окрузі № 9 Чортків — Язловець — Будзанів (IV курія), входив до складу «Руського клубу»). 
Посол Райхсрату Австро-Угорщини у 1867—1869 роках, представляв Чортківський округ (сільські громади судових повітів Заліщики, Тлусте, Борщів, Мельниця, Чортків, Язлівець, Буданів, Копичинці, Гусятин). До Райхсрату обраний польською більшістю Сейму через те, що був неписьменний. Входив до складу «Польського кола».